# Pterolophia armata
Pterolophia armata là một loài bọ cánh cứng trong họ Cerambycidae.